# Llac Manzala
El llac Manzala o Manzaleh (àrab: بحيرة المنزلة, buḥayrat al-Manzala) és un llac salobre, de vegades anomenat llacuna, al nord-est d'Egipte, al delta del Nil, a prop de Port Saïd i a pocs quilòmetres de les antigues ruïnes de Tanis. És el més gran dels llacs deltaics del nord d’Egipte. A partir del 2008, fa 47 km de llarg i 30 km d'ample.

## Geografia
El llac Manzala és llarg però poc profund. Tot i que la seva profunditat inalterada és de quatre a cinc peus, es van fer modificacions a la profunditat durant la construcció del canal de Suez per permetre que el canal s'estengués 29 milles de longitud al llarg del llac. El seu llit és d’argila suau. Abans de la construcció del canal de Suez, el llac Manzala estava separat del mar Mediterrani per una franja de sorra de 200 a 300 metres d'ample.
Port Saïd es va establir al costat del llac Manzala durant el segle xix per donar suport a la construcció de canals i els viatges relacionats. La ubicació del llac directament al sud de l'aeroport de Port Said restringeix la capacitat de creixement de la ciutat.

## Canal de Suez
El llac Manzala és el més septentrional dels tres llacs naturals intersectats pel canal de Suez, els altres dos són el llac Timsah i el Gran Llac Amarg. La construcció del canal va continuar de nord a sud, arribant primer a Manzala. A causa de la poca profunditat del llac, va ser necessari excavar un canal bancat per passar els vaixells.

## Ecologia

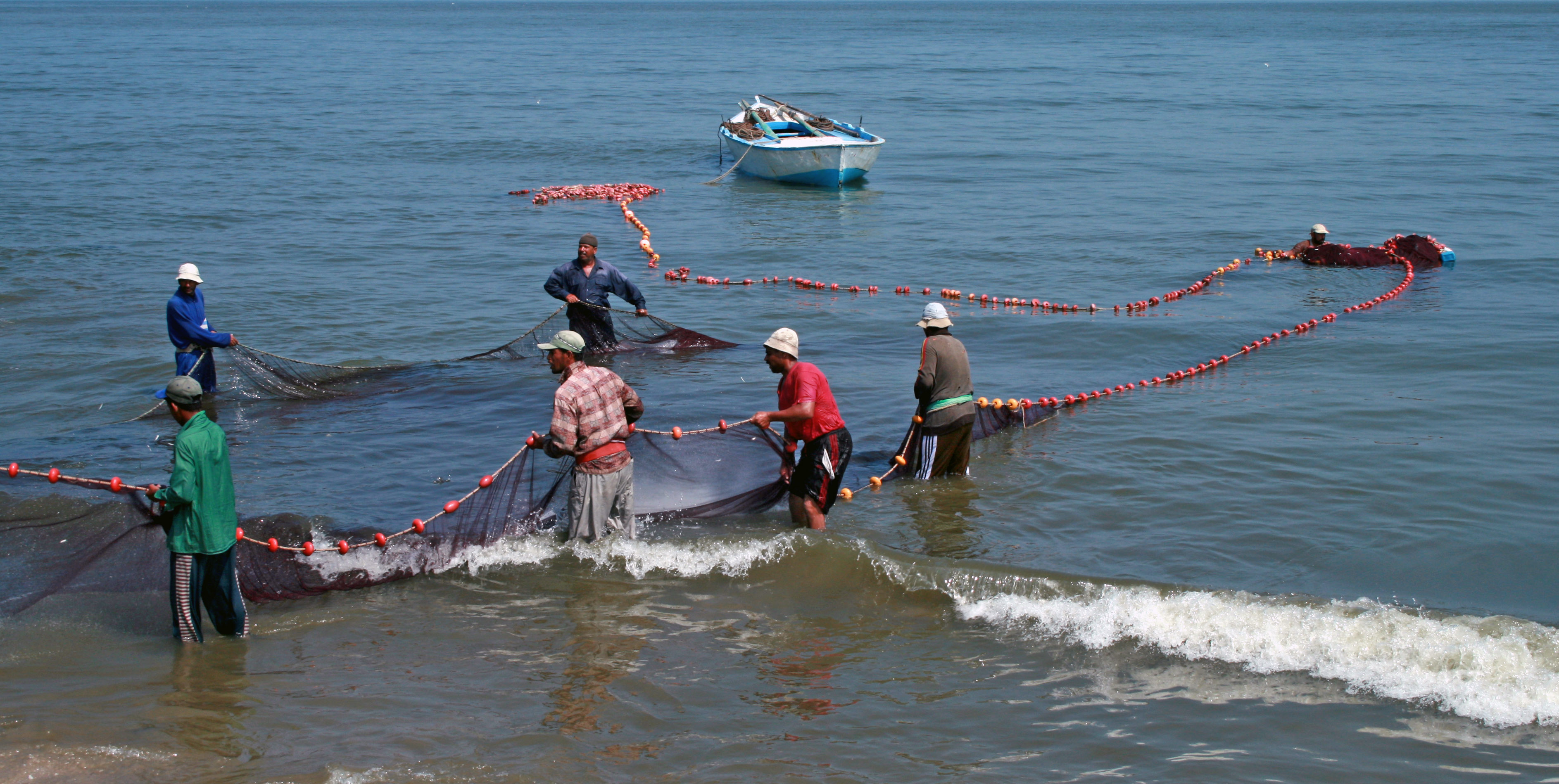
Pescadors al llac Manzala

El llac Manzala va servir com a font important de peix per al consum humà a Egipte, però la contaminació i el drenatge del llac han reduït la productivitat del llac. El 1985, la zona pesquera dels llacs tenia una superfície oberta de 89.000 ha i donava feina a aproximadament 17.000 treballadors. El govern d'Egipte va drenar porcions substancials del llac en un esforç per convertir els seus rics jaciments del Nil en terres de cultiu. El projecte no fou rendible: els cultius no creixien bé al sòl salat i el valor dels productes resultants va ser inferior al valor de mercat dels peixos que anteriorment havien produït les terres recuperades. El 2001, el llac Manzala havia perdut aproximadament el 80 per cent de la seva antiga superfície a causa dels efectes dels esforços de drenatge.